# Задача Бернштейна
Задача Бернштейна — задача о графике функции, являющимся минимальной поверхностью.
Названа в честь Сергея Натановича Бернштейна, решившего 2-мерный случай этой задачи в 1914 году.
Задача Бернштейна оказалась тесно связанной с вопросом существования негладких минимальных гиперповерхностей в соответственной размерности.

## Формулировка
При каких {\displaystyle n} график функции, определённой на всём {\displaystyle \mathbb {R} ^{n}}, являющийся минимальной поверхностью в {\displaystyle \mathbb {R} ^{n+1}}, обязан являться плоским?
Ответ: это верно при {\displaystyle n\leqslant 7} и неверно при {\displaystyle n\geqslant 8}. 
Соответствующий пример функции {\displaystyle f\colon \mathbb {R} ^{n}\to \mathbb {R} } можно найти среди функций вида
{\displaystyle f(x_{1},x_{2},x_{3},x_{4},x_{5},x_{6},x_{7},x_{8})=F(u,v)},
где
{\displaystyle u={\sqrt {x_{1}^{2}+x_{2}^{2}+x_{3}^{2}+x_{4}^{2}}},\quad {\text{и}}\quad v={\sqrt {x_{5}^{2}+x_{6}^{2}+x_{7}^{2}+x_{8}^{2}}}.}

### Замечания
Задача Бернштейна оказалась напрямую связана с вопросом существования в {\displaystyle \mathbb {R} ^{n}} неплоского конуса, минимизирующего площадь.
Конкретным примером такой гиперповерхности является поверхность
{\displaystyle \{x\in \mathbb {R} ^{8}:x_{1}^{2}+x_{2}^{2}+x_{3}^{2}+x_{4}^{2}=x_{5}^{2}+x_{6}^{2}+x_{7}^{2}+x_{8}^{2}\}}.

## История
- В 1914 году, Бернштейн доказал, что утверждение задачи верно при {\displaystyle n=2}.[1] (В той же статье была доказана теорема Бернштейна о седловом графике.)
- В 1962 году Флеминг дал другое доказательство теоремы Бернштейна, выводя его из того, что не существует неплоских конусов, минимизирующих площадь, в {\displaystyle \mathbb {R} ^{3}}.[2]
- В 1965 году де Джорджи показал, что если в {\displaystyle \mathbb {R} ^{n}} нет минимизирующих площадь неплоских конусов, то для {\displaystyle n} верен аналог теоремы Бернштейна. В частности, отсюда следовал случай {\displaystyle n=3}.[3]
- В 1966 году Альмгрен доказал отсутствие минимизирующих площадь неплоских конусов в {\displaystyle \mathbb {R} ^{4}}, и таким образом, обобщил теорему Бернштейна на {\displaystyle n=4}.
- В 1968 году Саймонс показал отсутствие минимизирующих площадь неплоских конусов в {\displaystyle \mathbb {R} ^{7}} и, таким образом, обобщил теорему Бернштейна на {\displaystyle n\leqslant 7}.[4]
  - Он также привел примеры локально устойчивых конусов в {\displaystyle \mathbb {R} ^{8}}, но не смог доказать, что они минимизируют площадь.
- В 1969 году Бомбиери, де Джорджи и Джусти доказали, что конусы Саймонса в самом деле минимизирующие, и что в {\displaystyle \mathbb {R} ^{n+1}} при {\displaystyle n\geqslant 8} существуют графики, которые являются минимальными, но не плоскими.[5]
  - В сочетании с результатом Саймонса, это полностью решает задачу Бернштейна.